# Нено Маринов
Нено Маринов, известен с прозвището Хайдут Нено, е български революционер, гарибалдиец.

## Биография
Роден е през 1847 г. в карловското село Отец Паисиево (тогава: Кочмаларе). Бил непокорен и буен младеж. Веднъж през 1860 г. турците му устроили засада край селото, но с помощта на свои другари той ги избил и станал хайдутин. Действал с малка дружина около с. Отец Паисиево и защитавал българите от своеволията на местните турски аги. След време се сприятелил с двама италианци, които работили на Баронхиршовата железница в Одрин. Заедно с тях заминал за Италия и се записал доброволец в отрядите на Джузепе Гарибалди. Воювал в Австрийско-пруско-италианската война и се проявил, като храбрец в сраженията в Южен Тирол. По-късно взема участие в прословутия поход на Гарибалди към Рим. Сражава се в битката при Монтана, където Гарибалди претърпява поражение и разпуска своя отряд. След това Нено напуска Италия и заминава за Влашко, където се записва в четата на Хаджи Димитър и Стефан Караджа. Заедно с нея минава Дунав и води боеве с турските потери. В един от тях загива като герой.